# René Camard
René Camard (Parigi, 8 febbraio 1887 – 16 marzo 1915) è stato un calciatore francese, di ruolo attaccante.

## Biografia
Allo scoppio della prima guerra mondiale, il sergente Camard si unì al 329º reggimento di fanteria. Il 28 agosto 1914 fu ferito da una scheggia di proiettile alla spalla durante la ritirata della 1ª Armata a Guise. Camard fu ucciso in azione a Carnoy il 16 marzo 1915. Fu insignito postumo della Croix de guerre 1914-1918.

## Carriera

### Nazionale
Ha collezionato una presenza con la propria Nazionale.

## Statistiche

### Cronologia presenze e reti in Nazionale
| Cronologia completa delle presenze e delle reti in nazionale ― Francia | Cronologia completa delle presenze e delle reti in nazionale ― Francia | Cronologia completa delle presenze e delle reti in nazionale ― Francia | Cronologia completa delle presenze e delle reti in nazionale ― Francia | Cronologia completa delle presenze e delle reti in nazionale ― Francia | Cronologia completa delle presenze e delle reti in nazionale ― Francia | Cronologia completa delle presenze e delle reti in nazionale ― Francia | Cronologia completa delle presenze e delle reti in nazionale ― Francia |
| Data                                                                   | Città                                                                  | In casa                                                                | Risultato                                                              | Ospiti                                                                 | Competizione                                                           | Reti                                                                   | Note                                                                   |
| ---------------------------------------------------------------------- | ---------------------------------------------------------------------- | ---------------------------------------------------------------------- | ---------------------------------------------------------------------- | ---------------------------------------------------------------------- | ---------------------------------------------------------------------- | ---------------------------------------------------------------------- | ---------------------------------------------------------------------- |
| 21-4-1907                                                              | Bruxelles                                                              | Belgio                                                                 | 1 – 2                                                                  | Francia                                                                | Amichevole                                                             | -                                                                      |                                                                        |
| Totale                                                                 |                                                                        | Presenze                                                               | 1                                                                      |                                                                        | Reti                                                                   | 0                                                                      |                                                                        |